# Jankahíd
Jankahíd (szerbül Јанков Мост / Jankov Most, románul Iancǎid) település Szerbiában, a Vajdaságban, a Közép-bánsági körzetben, Nagybecskerek községben.

## Fekvése
Nagybecskerek északi szomszédjában, a Duna–Tisza–Duna-csatorna és az Ó-Béga mellett, Magyarszentmihály és Begafő közt fekvő település.

## Története

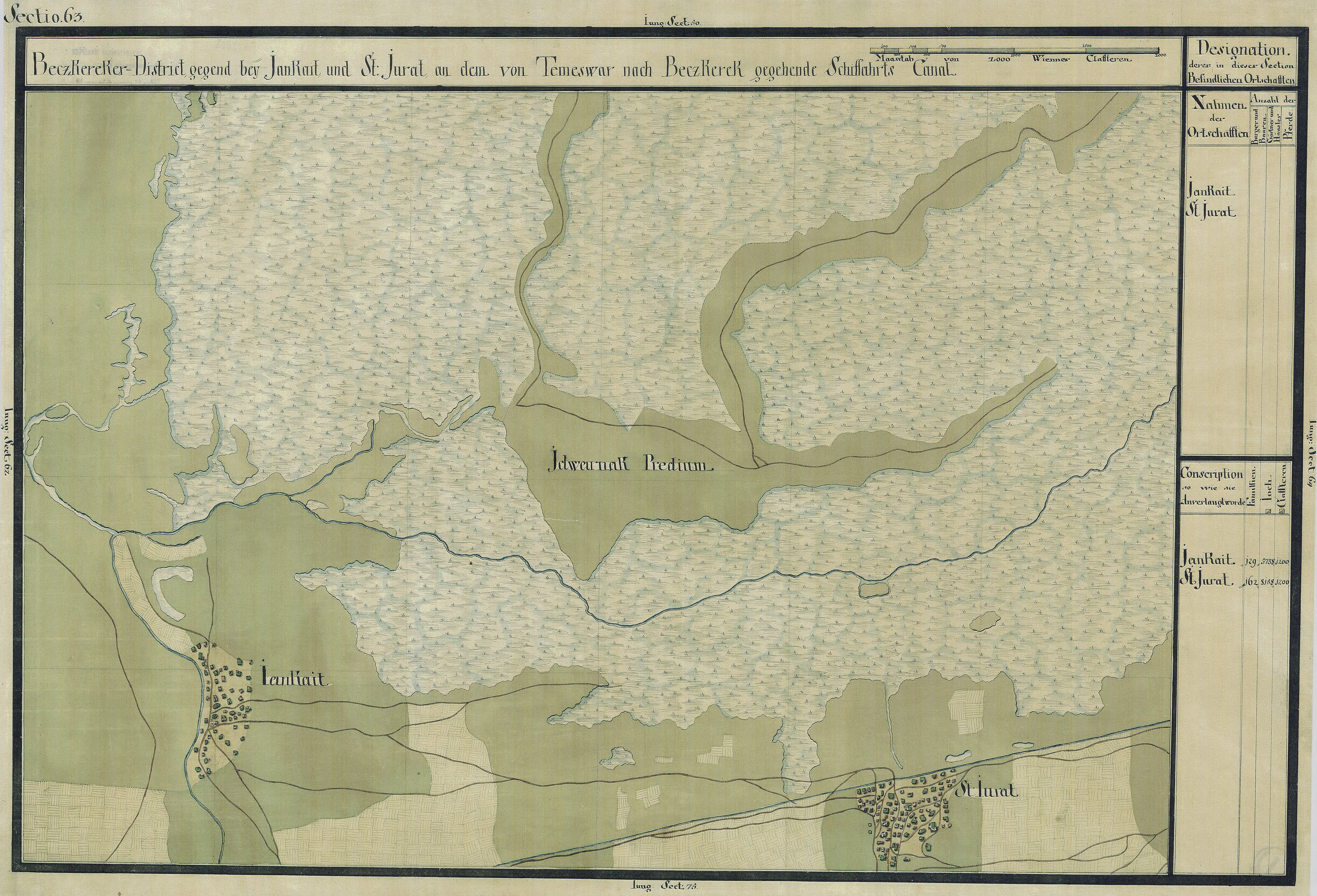
Jankahíd egy régi térképen

Jankahíd nevét 1221-ben említette először oklevél, mint az ittebői prépostság birtokát.
1332-1337. közt neve szerepelt a pápai tizedjegyzékben is, mely szerint ekkor már plébániája is volt.
Gróf Mercy térképén Passin-Jankait néven, a becskereki kerületben az elpusztult helységek között említették.
A 18. század közepén Baschin-Jankahid néven kincstári puszta volt, melyet 1750-ben a délmagyarországi kincstári bérlők társasága bérelt.
A görögkeleti egyház anyakönyveinek 1803-ból való feljegyzése szerint 1747-ben marosmenti románokat telepítettek a faluba.
1781-ben, mikor a kincstári birtokok elárverezése alkalmával Lázár Lukács kincstári bérlő vette meg az écskai uradalommal együtt.
1838-ban Lázár Zsigmond birtoka volt, később pedig gróf Harnoncourt lett a legnagyobb birtokosa, majd 1911-ben a gróf Harnoncourt testvérek volt birtokát felparcellázták.
1910-ben 1220 lakosából 13 magyar, 38 német, 1167 román volt. Ebből 43 római katolikus, 188 görögkatolikus, 983 görögkeleti ortodox volt.
A trianoni békeszerződés előtt Torontál vármegye Nagybecskereki járásához tartozott.

## Népesség

### Demográfiai változások
| 1948 | 1953 | 1961 | 1971 | 1981 | 1991 | 2002 | 2011                      |
| ---- | ---- | ---- | ---- | ---- | ---- | ---- | ------------------------- |
| 1070 | 1101 | 1057 | 977  | 841  | 752  | 636  | 388 fő (2022. szept. 30.) |

## Nevezetességek

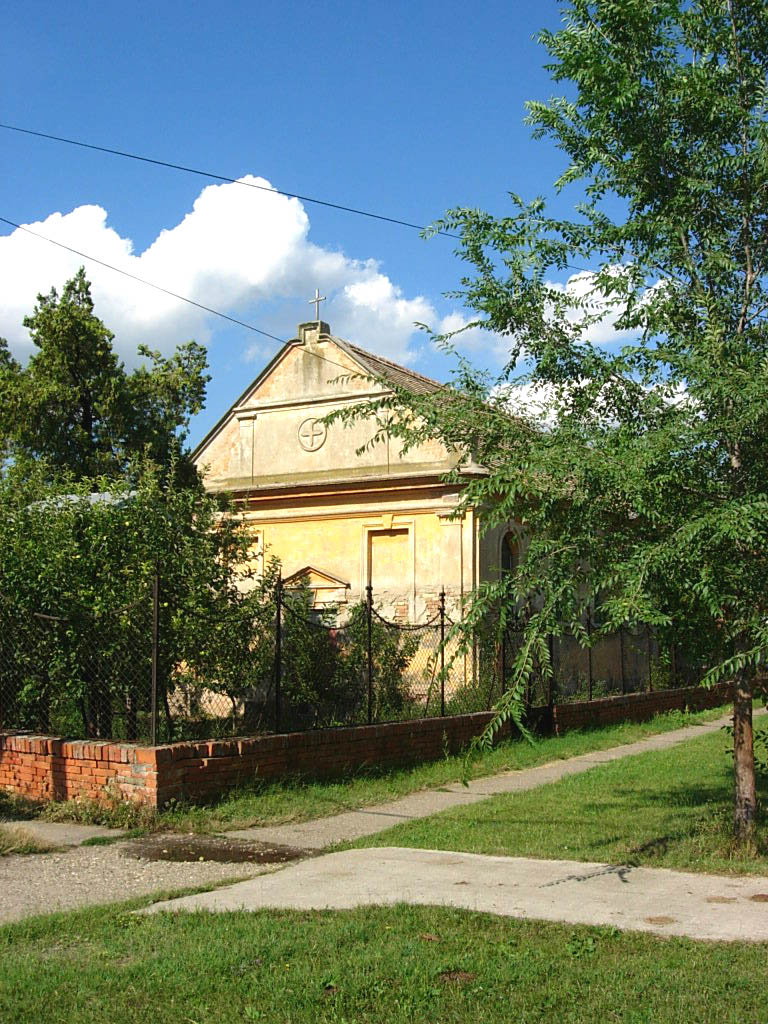
A görögkatolikus templom

- Görögkeleti temploma - 1888-ban épült a romossá vált templom helyett, melyben elhelyezték a régi templom oltárát is
- Görögkatolikus temploma - 1899-ben épült